# Chico Torino
Chico Torino, auch als Nuevo Torino bekannt, ist eine Ortschaft in Uruguay.

## Geographie
Der Ort befindet sich auf dem Gebiet des Departamento Colonia in dessen Sektor 4. Chico Torino liegt dabei südöstlich von La Paz und südlich von Colonia Valdense, südlich des Arroyo Sarandí Grande und nördlich des Arroyo Sarandí Chico, der etwa einen Kilometer südwestlich des Ortsgebiets in Ersteren mündet. Wenige Kilometer südlich von Chico Torino ist die Küste des Río de la Plata mit den dort anliegenden Playa Fomento und Los Pinos gelegen.

## Infrastruktur
Östlich von Chico Torino führt die Ruta 51 vorbei, die die Küste mit der im Norden verlaufenden Ruta 1 verbindet.

## Einwohner
Der Ort hatte 2011 61 Einwohner, davon 31 männliche und 30 weibliche.
| Jahr | Einwohner |
| ---- | --------- |
| 1985 | 34        |
| 1996 | 71        |
| 2004 | 67        |
| 2011 | 61        |

Quelle: Instituto Nacional de Estadística de Uruguay